# 초르나야 레치카역
초르나야 레치카 역(러시아어: Чёрная речка)은 러시아 상트페테르부르크 시에 있는 상트페테르부르크 지하철 모스콥스코 페트로그라츠카야 선의 역이다. 1982년 11월 4일에 개통되었다. 역명은 러시아어로 "검은 시내"라는 뜻인데 러시아의 시인 알렉산드르 푸시킨의 마지막 결투 장소를 기리기 위해 제정되었다.

## 사진

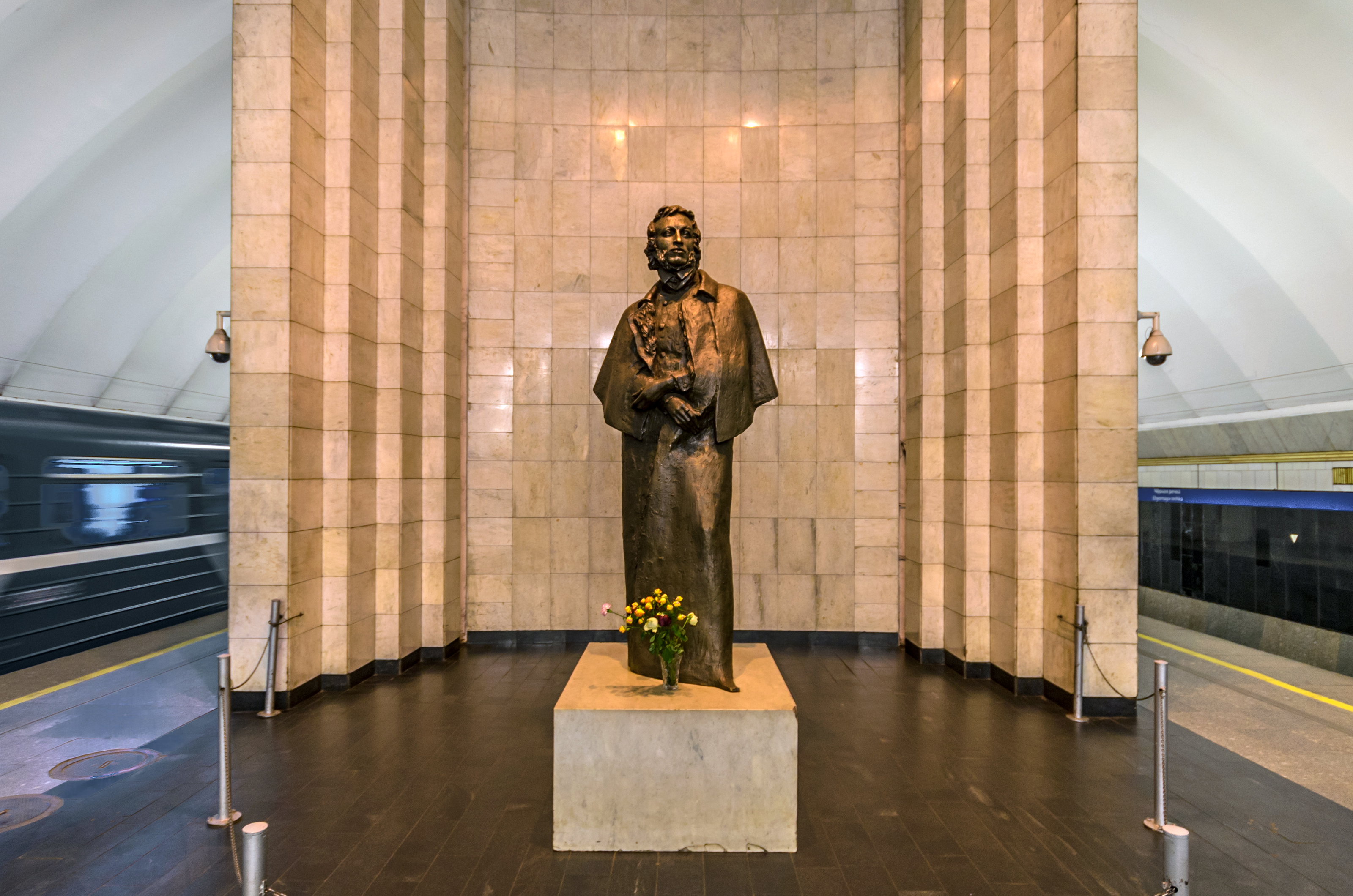
플랫폼에 세워진 알렉산드르 푸시킨 기념비